# 68. Międzynarodowy Festiwal Filmowy w Berlinie
68. Międzynarodowy Festiwal Filmowy w Berlinie odbył się w dniach 15-25 lutego 2018 roku. Imprezę otworzył pokaz amerykańskiej animacji Wyspa psów w reżyserii Wesa Andersona. W konkursie głównym zaprezentowano 19 filmów pochodzących z 13 różnych krajów.
Jury pod przewodnictwem niemieckiego reżysera Toma Tykwera przyznało nagrodę główną festiwalu, Złotego Niedźwiedzia, rumuńskiemu filmowi Touch Me Not w reżyserii Adiny Pintilie. Drugą nagrodę w konkursie głównym, Srebrnego Niedźwiedzia – Grand Prix Jury, przyznano polskiemu obrazowi Twarz w reżyserii Małgorzaty Szumowskiej.
Honorowego Złotego Niedźwiedzia za całokształt twórczości odebrał amerykański aktor Willem Dafoe.

## Członkowie jury

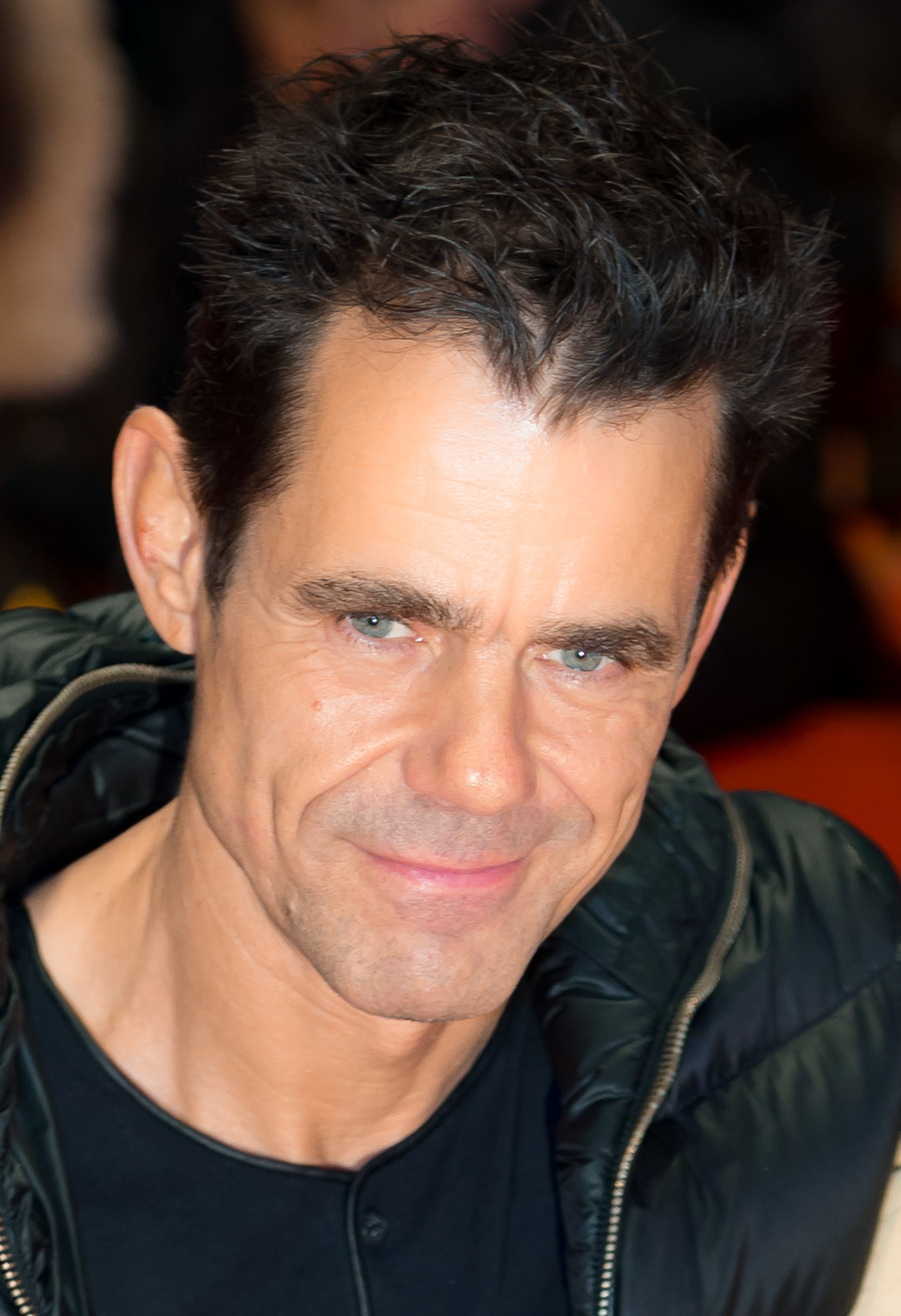
Przewodniczący jury konkursu głównego Tom Tykwer.

### Konkurs główny
- Tom Tykwer, niemiecki reżyser − przewodniczący jury[7][8]
- Cécile de France, belgijska aktorka
- Chema Prado, były dyrektor Filmoteki Hiszpańskiej
- Adele Romanski, amerykańska producentka filmowa
- Ryūichi Sakamoto, japoński kompozytor
- Stephanie Zacharek, amerykańska krytyczka filmowa

### Konkurs debiutów reżyserskich
- Jonas Carpignano, włoski reżyser
- Călin Peter Netzer, rumuński reżyser
- Noa Regev, dyrektorka MFF w Jerozolimie

### Konkurs filmów dokumentalnych
- Cíntia Gil, dyrektorka MFF Doclisboa
- Ulrike Ottinger, niemiecka reżyserka
- Eric Schlosser, amerykański pisarz i producent filmowy

### Konkurs filmów krótkometrażowych
- Diogo Costa Amarante, portugalski reżyser
- Jyoti Mistry, południowoafrykańska reżyserka
- Mark Toscano, amerykański selekcjoner festiwalowy

## Selekcja oficjalna

### Otwarcie i zamknięcie festiwalu
|             | Tytuł        | Reżyseria      | Kraj produkcji    |
| ----------- | ------------ | -------------- | ----------------- |
| Otwierający | Wyspa psów   | Wes Anderson   | Stany Zjednoczone |
| Zamykający  | Touch Me Not | Adina Pintilie | Rumunia           |

### Konkurs główny
Następujące filmy zostały wyselekcjonowane do udziału w konkursie głównym o Złotego Niedźwiedzia i Srebrne Niedźwiedzie:
| Tytuł polski                             | Tytuł oryginalny                           | Reżyseria                      | Kraj produkcji    |
| ---------------------------------------- | ------------------------------------------ | ------------------------------ | ----------------- |
| 3 dni w Quiberon                         | 3 Tage in Quiberon                         | Emily Atef                     | Niemcy            |
| Sezon diabła                             | Ang panahon ng halimaw                     | Lav Diaz                       | Filipiny          |
| Damulka                                  | Damsel                                     | David Zellner i Nathan Zellner | Stany Zjednoczone |
| Bez obaw, daleko nie zajdzie             | Don't Worry, He Won't Get Far on Foot      | Gus Van Sant                   | Stany Zjednoczone |
| Dowłatow                                 | Довлатов Dowłatow                          | Aleksiej German młodszy        | Rosja             |
| Eva                                      | Eva                                        | Benoît Jacquot                 | Francja           |
| Moja córka                               | Figlia mia                                 | Laura Bispuri                  | Włochy            |
| Dziedziczki                              | Las herederas                              | Marcelo Martinessi             | Paragwaj          |
| Walc w alejkach                          | In den Gängen                              | Thomas Stuber                  | Niemcy            |
| Wyspa psów                               | Isle of Dogs                               | Wes Anderson                   | Stany Zjednoczone |
| Świnia                                   | خوک Khook                                  | Mani Haghighi                  | Iran              |
| Mój brat ma na imię Robert i jest idiotą | Mein Bruder heißt Robert und ist ein Idiot | Philip Gröning                 | Niemcy            |
| Muzeum                                   | Museo                                      | Alonso Ruizpalacios            | Meksyk            |
| Touch Me Not                             | Nu mă atinge-mă                            | Adina Pintilie                 | Rumunia           |
| Modlitwa                                 | La prière                                  | Cédric Kahn                    | Francja           |
| Nieruchomość                             | Toppen av ingenting                        | Måns Månsson i Axel Petersén   | Szwecja           |
| Tranzyt                                  | Transit                                    | Christian Petzold              | Niemcy            |
| Twarz                                    | Twarz                                      | Małgorzata Szumowska           | Polska            |
| Utoya, 22 lipca                          | Utøya 22. juli                             | Erik Poppe                     | Norwegia          |

### Pokazy pozakonkursowe
Następujące filmy zostały wyświetlone na festiwalu w ramach pokazów pozakonkursowych:
| Tytuł polski  | Tytuł oryginalny | Reżyseria         | Kraj produkcji    |
| ------------- | ---------------- | ----------------- | ----------------- |
| Ága           | Ага Ága          | Miłko Lazarow     | Bułgaria          |
| Black 47      | Black 47         | Lance Daly        | Irlandia          |
| Eldorado      | Eldorado         | Markus Imhoof     | Szwajcaria        |
| Siedem dni    | Entebbe          | José Padilha      | Wielka Brytania   |
| Niepoczytalna | Unsane           | Steven Soderbergh | Stany Zjednoczone |

### Sekcja „Berlinale Special”
| Tytuł polski                    | Tytuł oryginalny                                       | Reżyseria                    | Kraj produkcji  |
| ------------------------------- | ------------------------------------------------------ | ---------------------------- | --------------- |
| America Land of the Freeks      | America Land of the Freeks                             | Ulli Lommel                  | Niemcy          |
| Księgarnia z marzeniami         | The Bookshop                                           | Isabel Coixet                | Wielka Brytania |
| Gurrumul                        | Gurrumul                                               | Paul Damien Williams         | Australia       |
| Szczęśliwy książę               | The Happy Prince                                       | Rupert Everett               | Wielka Brytania |
| Ryuichi Sakamoto: Coda          | Ryuichi Sakamoto: async Live at the Park Avenue Armory | Stephen Nomura Schible       | Japonia         |
| Milcząca rewolucja              | Das schweigende Klassenzimmer                          | Lars Kraume                  | Niemcy          |
| Songwriter                      | Songwriter                                             | Murray Cummings              | Wielka Brytania |
| Tłumacz                         | Tlmočník                                               | Martin Šulík                 | Słowacja        |
| Młodość Astrid                  | Unga Astrid                                            | Pernille Fischer Christensen | Szwecja         |
| Uznam: Widok na morze           | Usedom: Der freie Blick aufs Meer                      | Heinz Brinkmann              | Niemcy          |
| Wycieczka po zatrutych wioskach | Viaje a los pueblos fumigados                          | Fernando Solanas             | Argentyna       |
| Polowanie na potwora 2          | 捉妖记2 Zhuo yao ji 2                                  | Raman Hui                    | Chiny           |

### Sekcja „Panorama”
Następujące filmy zostały zaprezentowane w ramach sekcji „Panorama” (wyróżnione tytuły to zdobywcy nagrody publiczności):

#### Filmy fabularne
| Tytuł polski                       | Tytuł oryginalny                                               | Reżyseria                           | Kraj produkcji   |
| ---------------------------------- | -------------------------------------------------------------- | ----------------------------------- | ---------------- |
| L'animale                          | L'animale                                                      | Katharina Mückstein                 | Austria          |
| Niedzielna choroba                 | La enfermedad del domingo                                      | Ramón Salazar                       | Hiszpania        |
| Garbage                            | Garbage                                                        | Qaushiq Mukherjee                   | Indie            |
| Genesis                            | Genezis                                                        | Árpád Bogdán                        | Węgry            |
| Inwazja                            | هجوم Hojoom                                                    | Shahram Mokri                       | Iran             |
| Horyzont                           | ჰორიზონტი Horizonti                                            | Tinatin Kadżriszwili                | Gruzja           |
| Człowiek, czas, miejsce i człowiek | 인간, 공간, 시간 그리고 인간 Inkan, gongkan, sikan grigo inkan | Kim Ki-duk                          | Korea Południowa |
| Jibril                             | Jibril                                                         | Henrika Kull                        | Niemcy           |
| Kiedy padają drzewa                | Коли падають дерева Koły padajut derewa                        | Marysia Nikitiuk                    | Ukraina          |
| Ziemia                             | Land                                                           | Babak Jalali                        | Włochy           |
| Lemoniada                          | Lemonade                                                       | Ioana Uricaru                       | Rumunia          |
| Malambo, el hombre bueno           | Malambo, el hombre bueno                                       | Santiago Loza                       | Argentyna        |
| Marilyn                            | Marilyn                                                        | Martín Rodríguez Redondo            | Argentyna        |
| Z perspektywy Paryża               | Mes provinciales                                               | Jean-Paul Civeyrac                  | Francja          |
| Przeoczenie                        | La omisión                                                     | Sebastián Schjaer                   | Argentyna        |
| Dziennik mojego umysłu             | Ondes de choc – Journal de ma tête                             | Ursula Meier                        | Szwajcaria       |
| Imię: Mathieu                      | Ondes de choc – Prénom: Mathieu                                | Lionel Baier                        | Szwajcaria       |
| Profil                             | Profile                                                        | Timur Biekmambietow                 | Wielka Brytania  |
| Brzeg rzeki                        | リバーズ・エッジ Ribâzu ejji                                   | Isao Yukisada                       | Japonia          |
| Kronika czułości                   | 柔情史 Rou qing shi                                            | Yang Mingming                       | Chiny            |
| Styks                              | Styx                                                           | Wolfgang Fischer                    | Austria          |
| Chłopaki płaczą                    | La terra dell'abbastanza                                       | Damiano i Fabio D’Innocenzo         | Włochy           |
| Hard Paint                         | Tinta bruta                                                    | Marcio Reolon i Filipe Matzembacher | Brazylia         |
| 30 dusz                            | Trinta Lumes                                                   | Diana Toucedo                       | Hiszpania        |
| Xiao Mei                           | 小美 Xiao Mei                                                  | Maren Hwang                         | Tajwan           |
| Jamajczyk                          | Yardie                                                         | Idris Elba                          | Wielka Brytania  |
| Złe przeczucie                     | 予兆 散歩する侵略者 Yochō: Sanpo suru shinryakusha             | Kiyoshi Kurosawa                    | Japonia          |

#### Filmy dokumentalne
| Tytuł polski                   | Tytuł oryginalny                                       | Reżyseria                                    | Kraj produkcji                |
| ------------------------------ | ------------------------------------------------------ | -------------------------------------------- | ----------------------------- |
| Gdy przyjdzie wojna            | Až přijde válka                                        | Jan Gebert                                   | Czechy                        |
| Bixa Travesty                  | Bixa Travesty                                          | Claudia Priscilla i Kiko Goifman             | Brazylia                      |
| Tamto lato                     | Den sommaren                                           | Göran Hugo Olsson                            | Szwecja                       |
| Eks-szaman                     | Ex-Pajé                                                | Luiz Bolognesi                               | Brazylia                      |
| Życie rodzinne                 | Familienleben                                          | Rosa Hannah Ziegler                          | Niemcy                        |
| Dziewczyny z LA                | Game Girls                                             | Alina Skrzeszewska                           | Francja                       |
| What Comes Around              | الجمعية Al Gami'ya                                     | Reem Saleh                                   | Egipt                         |
| Pokolenie pieniądza            | Generation Wealth                                      | Lauren Greenfield                            | Stany Zjednoczone             |
| Hotel Jugosławia               | Hotel Jugoslavija                                      | Nicolas Wagnières                            | Szwajcaria                    |
| Widzę czerwonych               | Je vois rouge                                          | Claudia Priscilla i Bożina Panajotowa        | Francja                       |
| Kinshasa Makambo               | Kinshasa Makambo                                       | Dieudo Hamadi                                | Demokratyczna Republika Konga |
| Matangi/Maya/M.I.A.            | Matangi/Maya/M.I.A.                                    | Steve Loveridge                              | Wielka Brytania               |
| Obscuro Barroco                | Obscuro Barroco                                        | Evangelia Kranioti                           | Grecja                        |
| Partisan                       | Partisan: Volksbühne am Rosa-Luxemburg-Platz 1992-2017 | Lutz Pehnert, Matthias Ehlert i Adama Ulrich | Niemcy                        |
| Proces                         | O Processo                                             | Maria Ramos                                  | Brazylia                      |
| Shakedown                      | Shakedown                                              | Leilah Weinraub                              | Stany Zjednoczone             |
| Zamknij się i graj na pianinie | Shut Up and Play the Piano                             | Philipp Jedicke                              | Niemcy                        |
| Duchy wojny domowej            | El silencio de otros                                   | Almudena Carracedo i Robert Bahar            | Hiszpania                     |
| Jedwab i płomień               | The Silk and the Flame                                 | Jordan Schiele                               | Stany Zjednoczone             |
| Lotnisko Berlin Tempelhof      | Zentralflughafen THF                                   | Karim Aïnouz                                 | Niemcy                        |

## Laureaci nagród

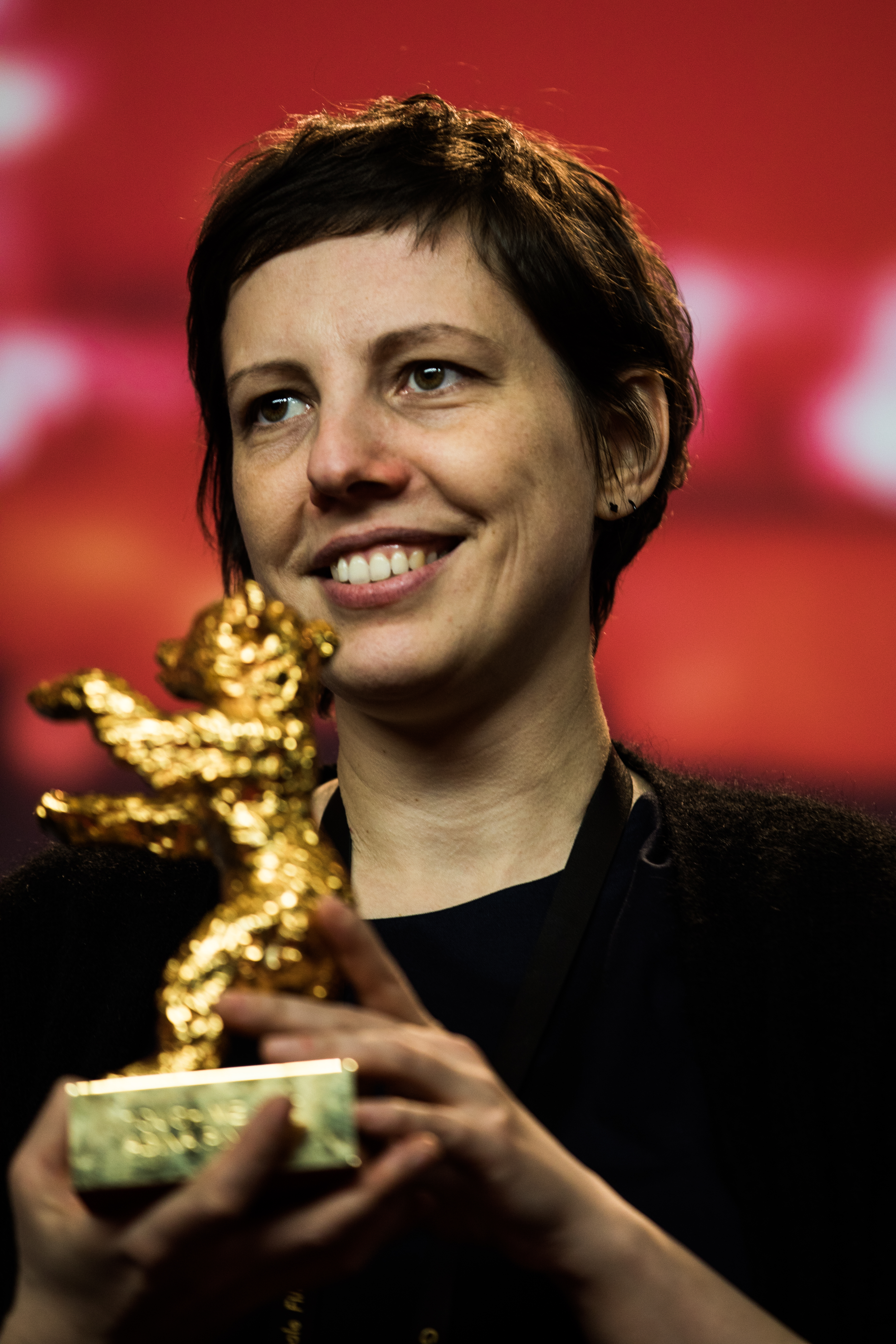
Adina Pintilie ze Złotym Niedźwiedziem za film Touch Me Not.

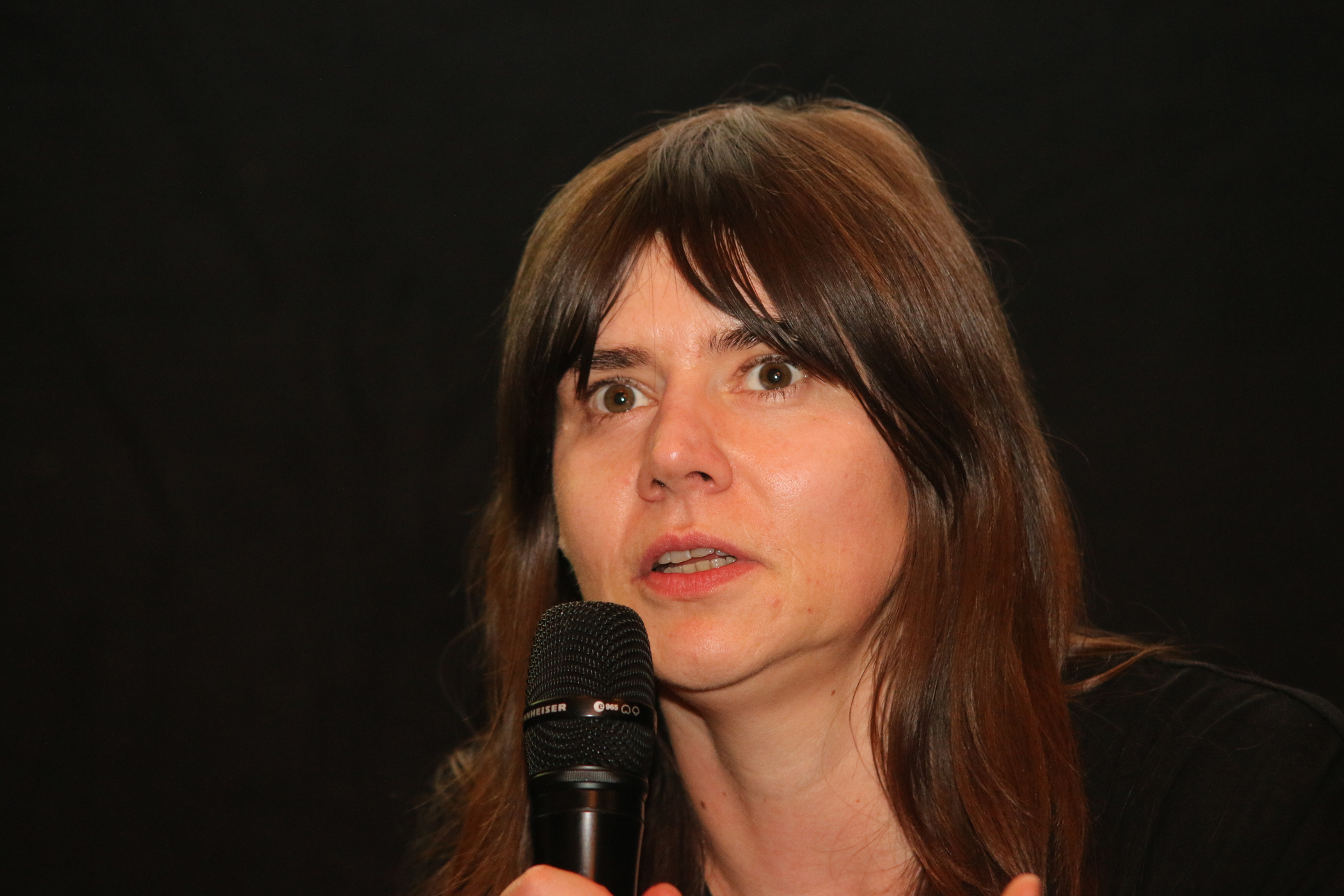
Małgorzata Szumowska, laureatka Srebrnego Niedźwiedzia – Grand Prix Jury.

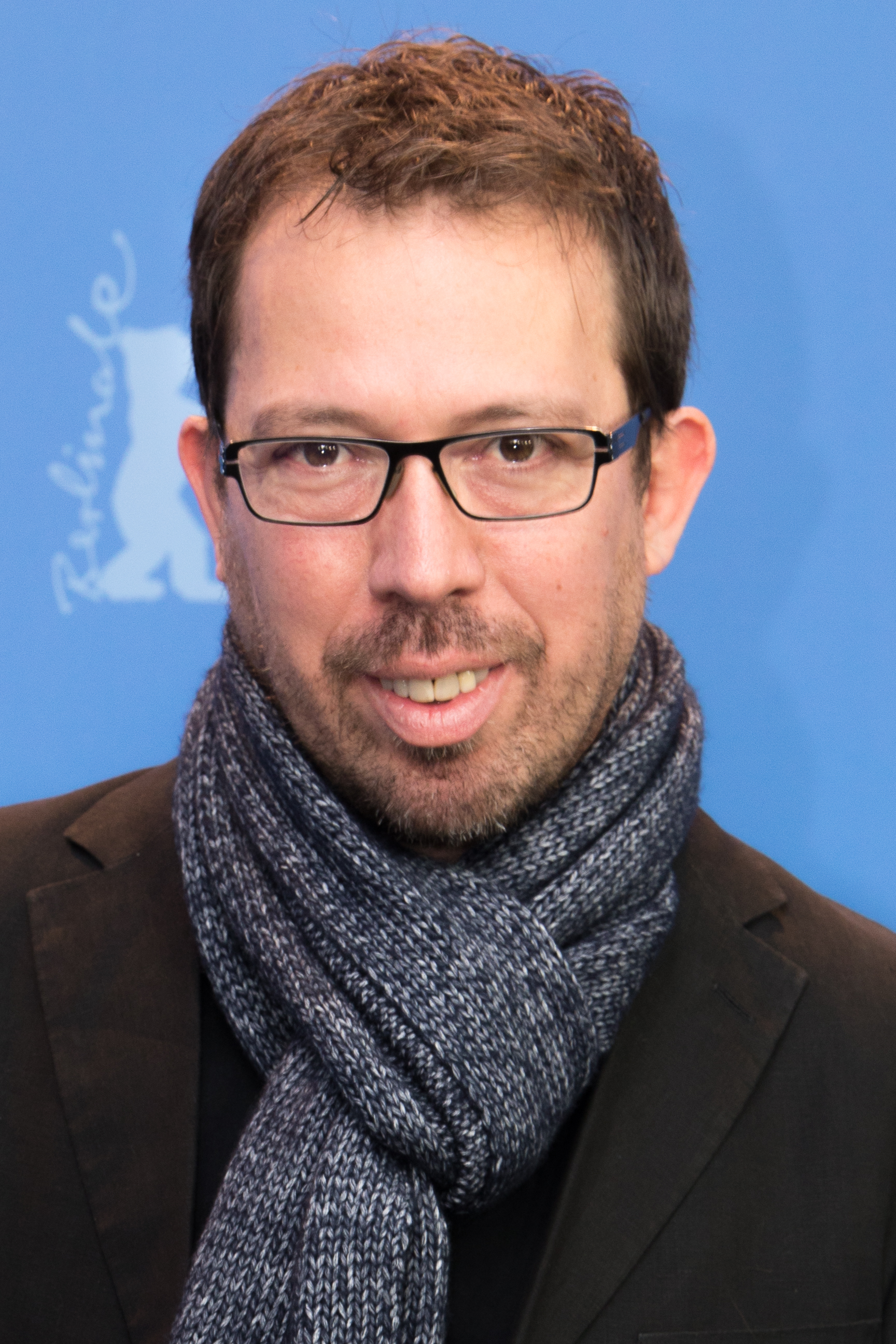
Marcelo Martinessi, laureat Nagrody im. Alfreda Bauera oraz Nagrody FIPRESCI.

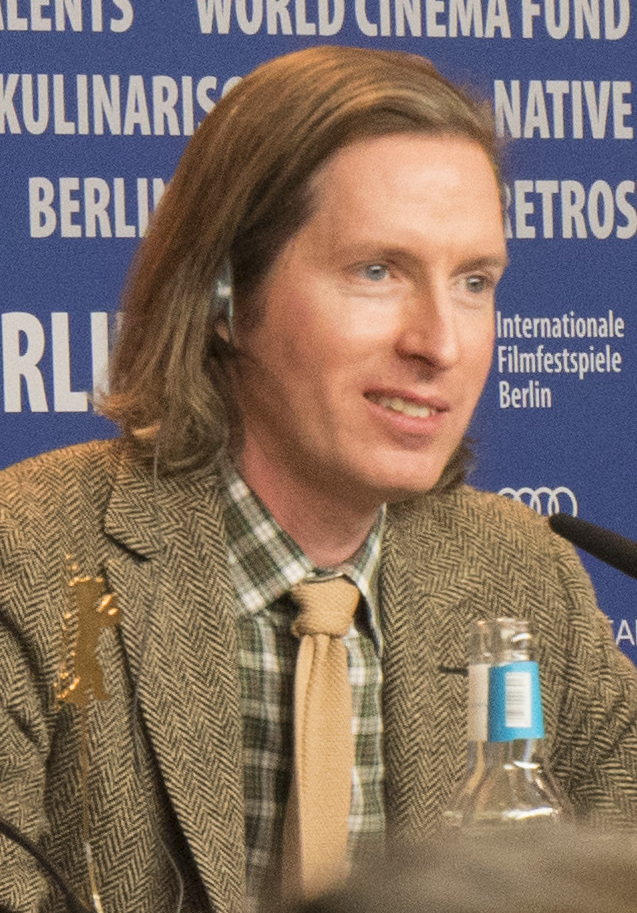
Wes Anderson, nagrodzony Srebrnym Niedźwiedziem dla najlepszego reżysera.

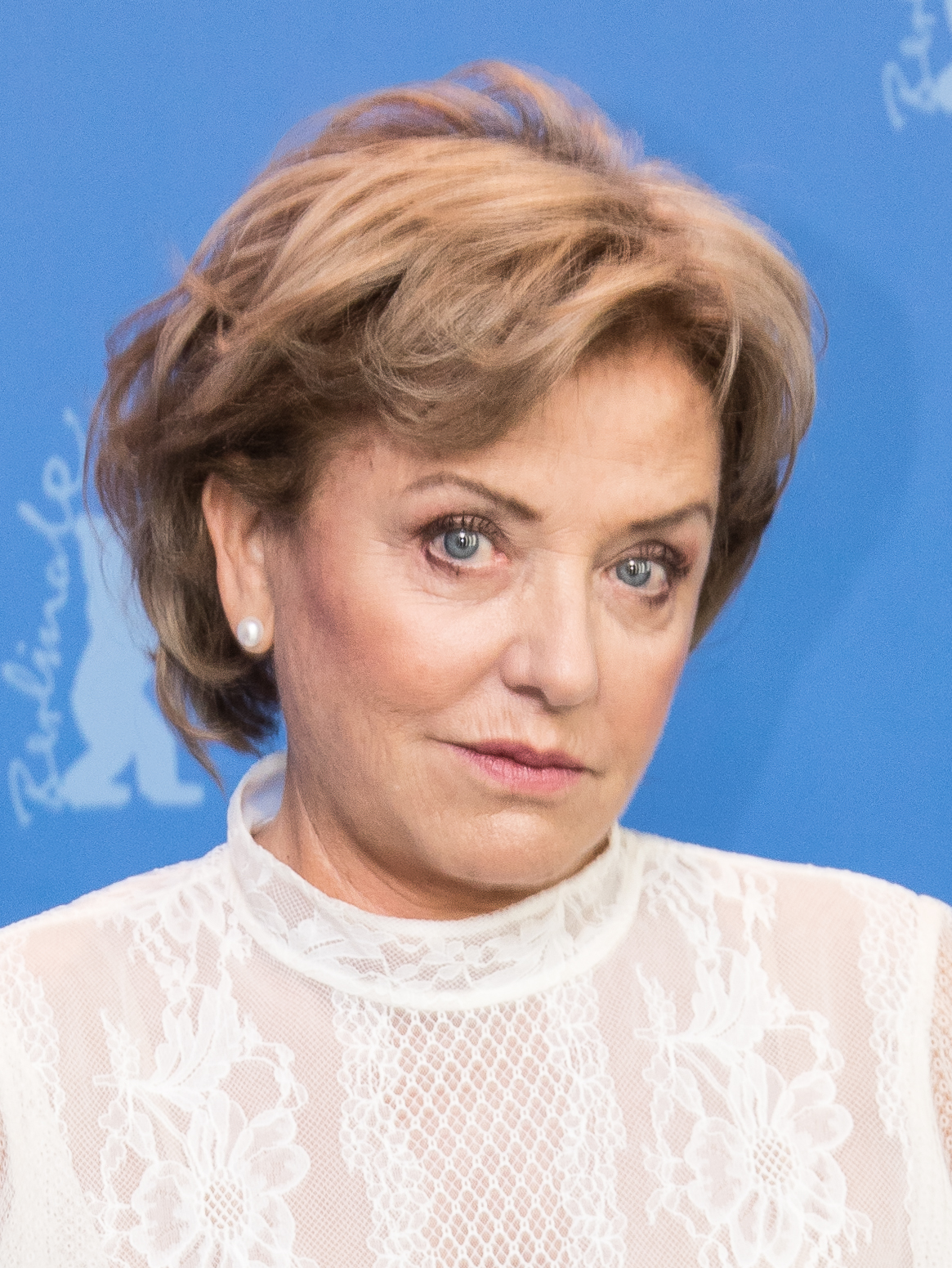
Ana Brun, zdobywczyni Srebrnego Niedźwiedzia dla najlepszej aktorki.

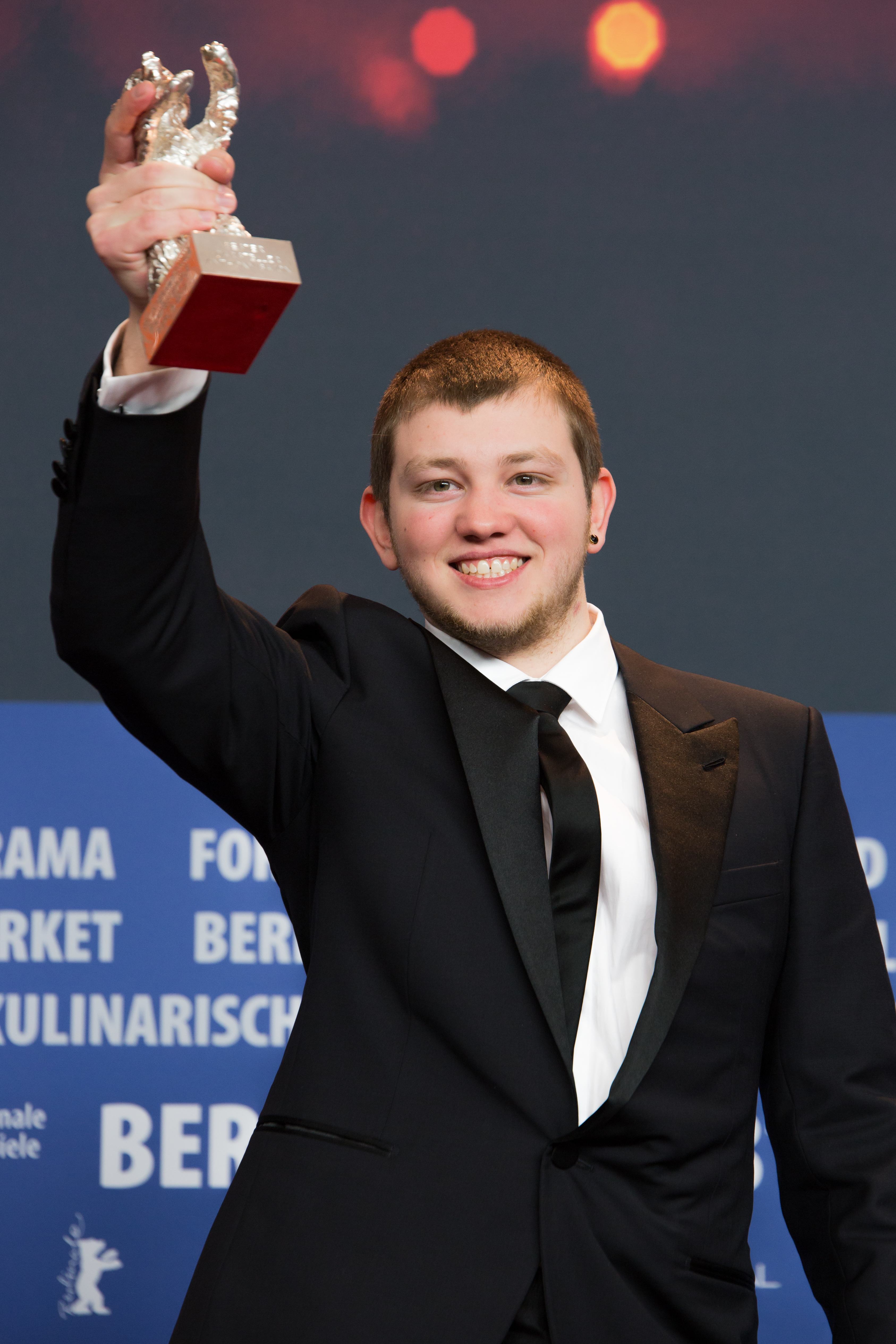
Anthony Bajon ze Srebrnym Niedźwiedziem dla najlepszego aktora.

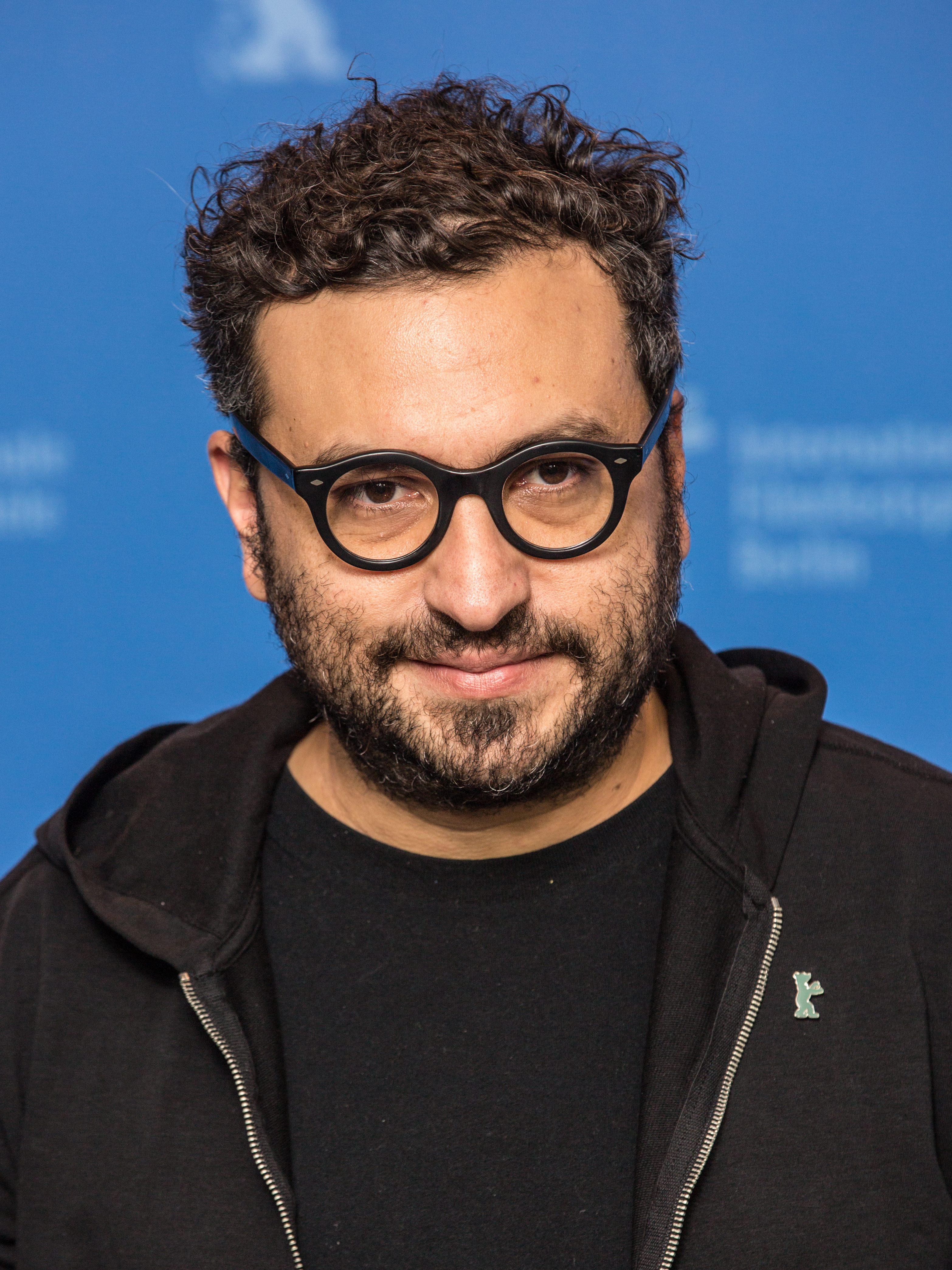
Alonso Ruizpalacios, wyróżniony Srebrnym Niedźwiedziem za najlepszy scenariusz.

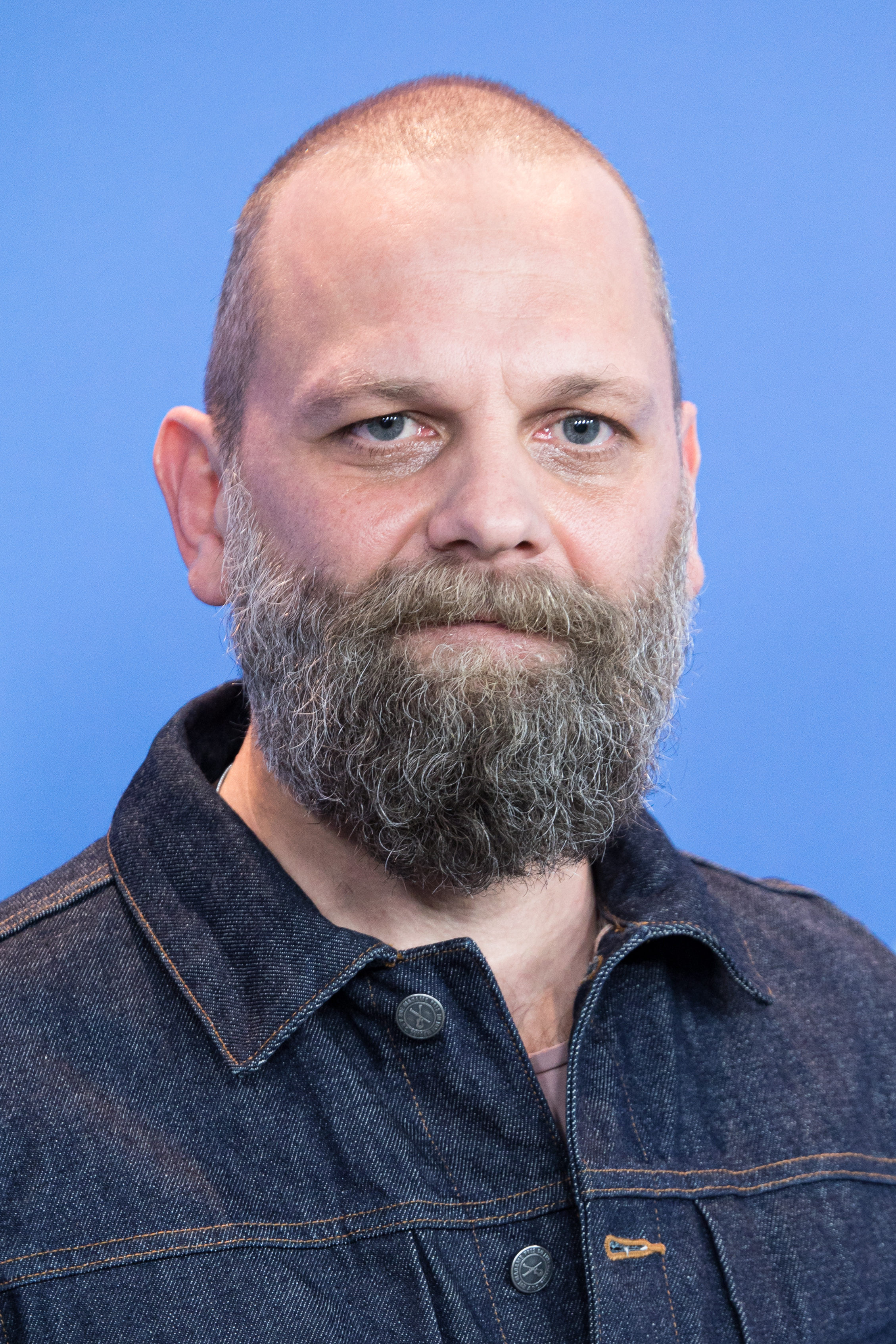
Kilkukrotnie nagrodzony austriacki reżyser Wolfgang Fischer.

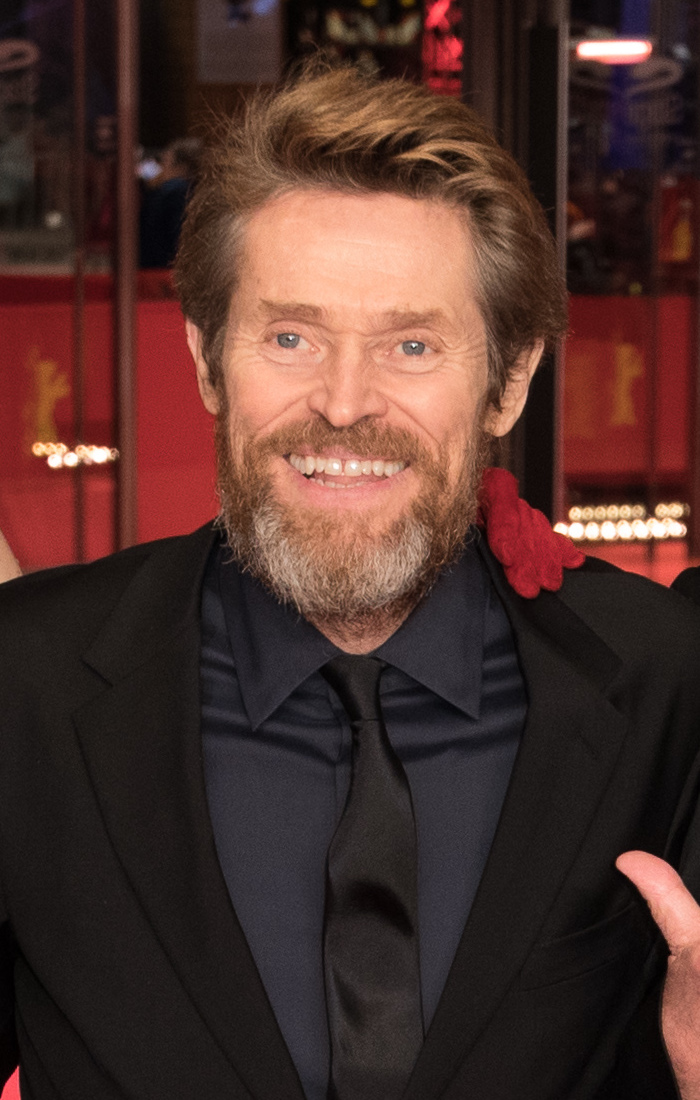
Willem Dafoe, laureat Honorowego Złotego Niedźwiedzia.

### Konkurs główny
Złoty Niedźwiedź
- Touch Me Not, reż. Adina Pintilie

Srebrny Niedźwiedź – Nagroda Grand Prix Jury
- Twarz, reż. Małgorzata Szumowska

Nagroda im. Alfreda Bauera za innowacyjność
- Dziedziczki, reż. Marcelo Martinessi

Srebrny Niedźwiedź dla najlepszego reżysera
- Wes Anderson − Wyspa psów

Srebrny Niedźwiedź dla najlepszej aktorki
- Ana Brun − Dziedziczki

Srebrny Niedźwiedź dla najlepszego aktora
- Anthony Bajon − Modlitwa

Srebrny Niedźwiedź za najlepszy scenariusz
- Manuel Alcalá i Alonso Ruizpalacios − Muzeum

Srebrny Niedźwiedź za wybitne osiągnięcie artystyczne
- Scenografia i kostiumy: Jelena Okopnaja − Dowłatow

### Konkurs debiutów reżyserskich
Nagroda GWFF za najlepszy debiut reżyserski
- Touch Me Not, reż. Adina Pintilie
  - Wyróżnienie:  Siedzący słoń, reż. Hu Bo

### Konkurs filmów dokumentalnych
Nagroda Glashütte Original za najlepszy film dokumentalny
- Walc Waldheima, reż. Ruth Beckermann
  - Wyróżnienie:  Eks-szaman, reż. Luiz Bolognesi

### Konkurs filmów krótkometrażowych
Złoty Niedźwiedź dla najlepszego filmu krótkometrażowego
- Mężczyźni za murem, reż. Ines Moldavski

Srebrny Niedźwiedź – Nagroda Jury
- Imfura, reż. Samuel Ishimwe

Nagroda Audi dla filmu krótkometrażowego
- Galaktyczne podróże, reż. Réka Bucsi

Kandydat do Europejskiej Nagrody Filmowej dla najlepszego filmu krótkometrażowego
- Burkina Brandenburg Komplex, reż. Ulu Braun

### Sekcja „Generation”
Nagroda główna jury w sekcji „Generation Kplus”
- Film fabularny:  Widzialne i niewidzialne, reż. Kamila Andini
  - Wyróżnienie:  Cléo i Paul, reż. Stéphane Demoustier

Nagroda specjalna jury w sekcji „Generation Kplus”
- Film krótkometrażowy:  Ciekawska dziewczynka, reż. Rajesh Prasad Khatri
  - Wyróżnienie:  Lobster Dinner, reż. Gregorio Franchetti

Nagroda główna jury w sekcji „Generation 14plus”
- Film fabularny:  Fortuna, reż. Germinal Roaux
  - Wyróżnienie:  Tresura, reż. Pooya Badkoobeh

Nagroda specjalna jury w sekcji „Generation 14plus”
- Film krótkometrażowy:  Juck, reż. Olivia Kastebring, Julia Gumpert i Ulrika Bandeira
  - Wyróżnienie:  Na zdrowie!, reż. Paulina Ziółkowska

Kryształowy Niedźwiedź – Nagroda główna jury dziecięcego w sekcji „Generation Kplus”
- Film fabularny:  Na wskroś, reż. Luc Picard
  - Wyróżnienie:  Supa Modo, reż. Likarion Wainaina
- Film krótkometrażowy:  Przewodnik terenowy po byciu dwunastolatką, reż. Tilda Cobham-Hervey
  - Wyróżnienie:  Śnieg na wodę, reż. Christopher Villiers

Kryształowy Niedźwiedź – Nagroda główna jury młodzieżowego w sekcji „Generation 14plus”
- Film fabularny:  Fortuna, reż. Germinal Roaux
  - Wyróżnienie:  Mój ojciec, reż. Alvaro Delgado Aparicio
- Film krótkometrażowy:  Kiem Holijanda, reż. Sarah Veltmeyer
  - Wyróżnienie:  Rozkosznie ubrana, reż. Marie de Maricourt

### Nagrody gremiów niezależnych
Nagroda Jury Ekumenicznego
- Konkurs główny:  Walc w alejkach, reż. Thomas Stuber
  - Wyróżnienie:  Utoya, 22 lipca, reż. Erik Poppe
- Sekcja „Panorama”:  Styks, reż. Wolfgang Fischer
- Sekcja „Forum”:  Teatr wojny, reż. Lola Arias

Nagroda FIPRESCI
- Konkurs główny:  Dziedziczki, reż. Marcelo Martinessi
- Sekcja „Panorama”:  Brzeg rzeki, reż. Isao Yukisada
- Sekcja „Forum”:  Siedzący słoń, reż. Hu Bo

Nagroda Stowarzyszenia Niemieckich Kin Studyjnych
- Walc w alejkach, reż. Thomas Stuber

Nagroda CICAE (Międzynarodowej Konfederacji Kin Studyjnych)
- Sekcja „Panorama”:  Hard Paint, reż. Marcio Reolon i Filipe Matzembacher
- Sekcja „Forum”:  Teatr wojny, reż. Lola Arias

Nagroda Label Europa Cinemas dla najlepszego filmu europejskiego
- Styks, reż. Wolfgang Fischer

Nagroda Teddy dla najlepszego filmu o tematyce LGBT
- Film fabularny:  Hard Paint, reż. Marcio Reolon i Filipe Matzembacher
- Film dokumentalny:  Bixa Travesty, reż. Claudia Priscilla i Kiko Goifman
- Film krótkometrażowy:  Trzy centymetry, reż. Lara Zeidan
- Nagroda Specjalna Jury:  Obscuro Barroco, reż. Evangelia Kranioti
- Debiut reżyserski:  Mój ojciec, reż. Alvaro Delgado Aparicio

Nagroda Caligariego za innowacyjność w sekcji „Forum”
- Wilczy dom, reż. Cristóbal León i Joaquín Cociña

Nagroda Pokoju
- Duchy wojny domowej, reż. Almudena Carracedo i Robert Bahar

Nagroda Amnesty International
- Lotnisko Berlin Tempelhof, reż. Karim Aïnouz
  - Wyróżnienie:  Eldorado, reż. Markus Imhoof

Nagroda im. Heinera Carowa w sekcji „Panorama”
- Styks, reż. Wolfgang Fischer

Nagroda Compass w sekcji „Perspective Deutsches Kino”
- Gdziekolwiek jesteśmy, reż. Veronika Kaserer

### Nagrody publiczności i czytelników
Nagroda publiczności w sekcji „Panorama”
- Film fabularny:  Profil, reż. Timur Biekmambietow
- Film dokumentalny:  Duchy wojny domowej, reż. Almudena Carracedo i Robert Bahar

Nagroda czytelników „Berliner Morgenpost”
- Dowłatow, reż. Aleksiej German młodszy

Nagroda czytelników „Tagesspiegel”
- John McEnroe – Mistrz doskonałości, reż. Julien Faraut

Nagroda Teddy czytelników „Mannschaft” dla filmu o tematyce LGBT
- Dziedziczki, reż. Marcelo Martinessi

### Nagrody honorowe i specjalne
Honorowy Złoty Niedźwiedź za całokształt twórczości
- Willem Dafoe

Nagroda Berlinale Kamera za zasługi na rzecz festiwalu
- Jiří Menzel
- Beki Probst
- Katriel Schory[12]